# Ian Samuels
Ian Samuels is een Amerikaanse filmregisseur en scenarioschrijver.

## Biografie
Samuels groeide op in Massachusetts. Hij studeerde film en literatuur aan het Bard College voordat hij naar New York verhuisde om bij Sesame Street te werken. Samuels ging vervolgens naar CalArts om regie te studeren. In 2015 gaf MTV Samuels de opdracht om de kortfilm Myrna the Monster te maken, over een bijna meter hoge pop die moeite heeft om contacten te leggen in Los Angeles. De film werd vertoond op South by Southwest.
In 2018 regisseerde hij zijn eerste langspeelfilm Sierra Burgess Is a Loser voor Netflix, gevolgd in 2021 door de coming of age-film The Map of Tiny Perfect Things voor Amazon Prime.

## Filmografie

### Als regisseur
- Ezra's Epitaph (2006, video)
- Two of a Kind (2009, video)
- Nancy and the Dapper Toad (2010, kortfilm)
- The Eyes and the Ice (2011, kortfilm)
- Caterwaul (2013, kortfilm)
- Myrna the Monster (2015, kortfilm)
- Sierra Burgess Is a Loser (2018)
- The Map of Tiny Perfect Things (2021)

### Als scenarioschrijver
- Ezra's Epitaph (2006, video)
- Two of a Kind (2009, video)
- Nancy and the Dapper Toad (2010, kortfilm)
- The Eyes and the Ice (2011, kortfilm)
- Caterwaul (2013, kortfilm)
- Myrna the Monster (2015, kortfilm)